# Zygonemertes jamsteci
Zygonemertes jamsteci är en djurart som tillhör fylumet slemmaskar, och som beskrevs av Kajihara 2002. Zygonemertes jamsteci ingår i släktet Zygonemertes och familjen Amphiporidae. Inga underarter finns listade i Catalogue of Life.